# Borough londonien de Merton
 (juillet 2023).
Pour les articles homonymes, voir Merton.
Le borough londonien de Merton (« London Borough of Merton ») est un district du Grand Londres. En 2018, il comptait plus de 208 000 habitants (ONS 2018). Cette circonscription a été créée en 1965 par la fusion des anciens districts de Merton et Morden avec ceux de Mitcham, Wimbledon et une partie du Surrey.
Les principales zones commerçantes de ce district sont Wimbledon, Mitcham et Morden, Wimbledon étant la plus importante. Parmi les zones commerçantes secondaires, on trouve Raynes Park, Colliers Wood, South Wimbledon, et Pollards Hill.
Historiquement, le nom de Merton provient d'une ancienne paroisse à présent située dans le secteur de South Wimbledon. Dans une circonscription qui rassemble des quartiers de composition sociale très variée, allant de Wimbledon (plutôt aisé) à Mitcham (plutôt populaire), ce nom est perçu comme un compromis.

## Quartiers de Merton
- Bushy Mead
- Colliers Wood
- Copse Hill
- Cottenham Park
- Merton
- Merton Park
- Mitcham
- Morden
- Morden Park
- Motspur Park
- Raynes Park
- South Wimbledon
- Summerstown
- West Barnes
- Wimbledon
- Wimbledon Park

## Histoire de la ville

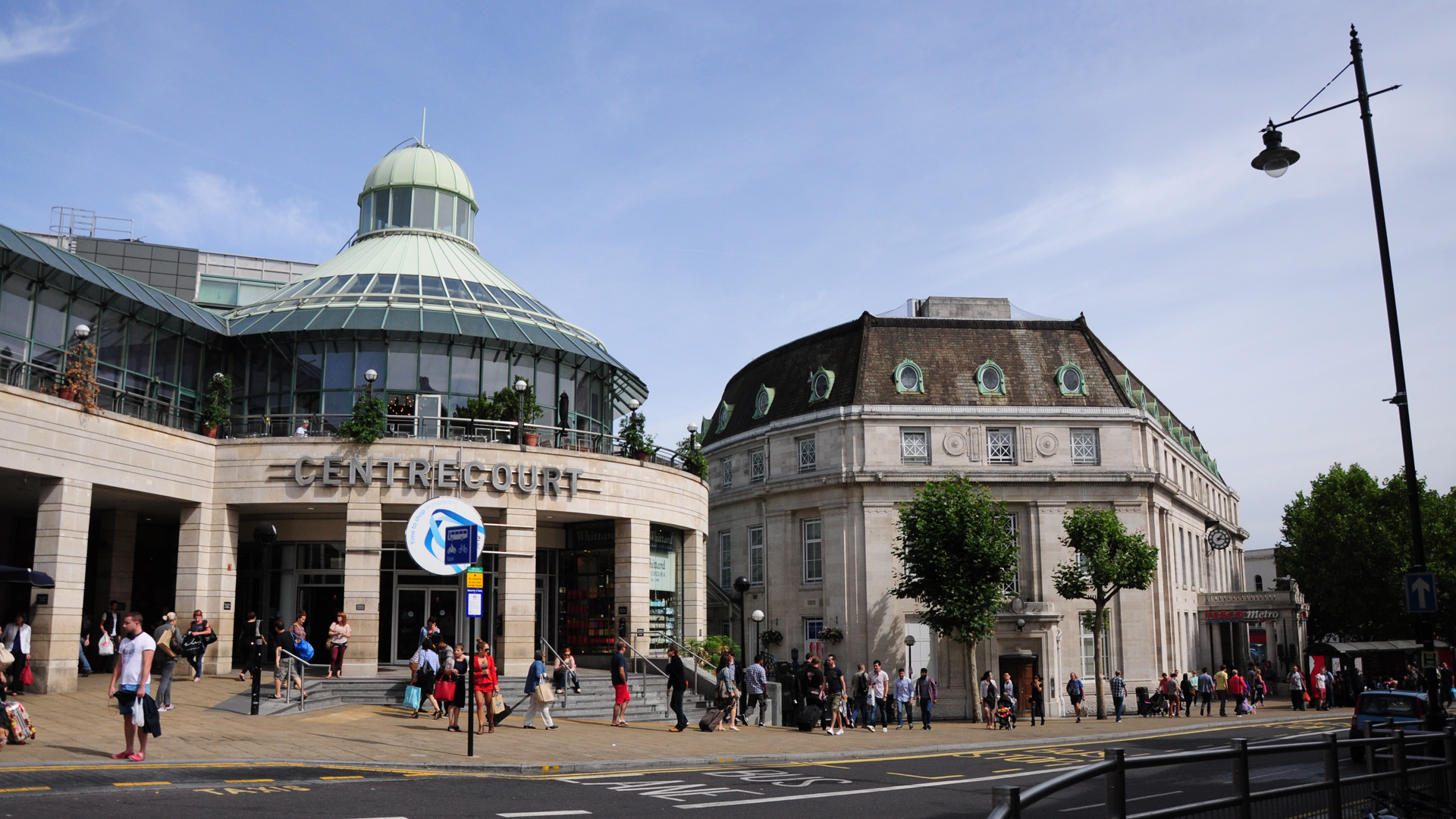
Monument classé grade II à Wimbledon, Londres

### Moyen Âge
Au XIIᵉ siècle se trouvent, parmi les étudiants au prieuré de Merton, Thomas Becket et Nicholas Breakspear. Ce dernier devient pape et prend le nom d'Adrien IV, avant d'accorder au Roi anglais Henry II la seigneurie de l'Irlande en 1155.En 1236, le roi Henri III rencontre les barons au prieuré de Merton pour convenir du statut de la ville, une étape importante dans le développement du droit coutumier anglais moderne. La même année, il amène la Reine Éléonore à être couronnée au prieuré. D'autre part, Walter de Merton, futur lord chancelier de l'Angleterre et évêque de Rochester, fait aussi ses études dans ce prieuré. Il est également célèbre pour avoir fondé l'université de Merton à l'université d'Oxford en 1264. Plus tard, le roi Henry VI, seul roi d'Angleterre à se faire couronner en dehors de l'abbaye de Westminster depuis 1 000 ans, tient sa cérémonie de couronnement au Prieuré de Merton en 1437.

### Époque moderne
Suite de la dissolution des monastères par Henri VIII, le prieuré est démantelé en 1538, ne laissant que quelques vestiges en plus de la route de Merantun.
À partir du XVIIIe siècle, la région de Merton passa sous le contrôle de marchands renommés. L'industrie se développe le long de la rivière Wandle, dont les eaux fluides fournissent la puissance idéale pour le processus de fraisage. Les industries de la farine, du tabac à priser, du cuivre, du fer, du cuir et les teintureries s'épanouissent toutes sur la rivière Wandle, où se trouvent les ponts Mitcham Bridge et Phipps Bridge. Dès 1750, l'abbaye et le Mitcham de Merton deviennent les centres principaux de la production du tissu de calicot anglais. Le rendement industriel accru dans la vallée de Wandle mène à la construction du premier chemin de fer public du monde, le Surrey Iron Railway, qui s'est ouvert en 1803.
Parmi les personnages célèbres ayant vécu à Merton, on peut citer l'amiral Horatio Nelson, héros de la bataille de Trafalgar. Il emménage à Merton Place, au-delà de la grand-rue de Merton en 1801. Il se plait à Merton, et écrit dans son journal, alors qui se prépare pour la bataille de Trafalgar : « Vendredi soir à dix heures et demie, j'ai quitté mon cher, cher Merton où j'ai laissé tout ce j'ai de plus cher en ce monde pour aller servir mon roi et mon pays ». Il y demeure à Merton jusqu'à sa mort en 1805 pendant la bataille de Trafalgar. Lord Nelson et sa famille fréquentent par ailleurs l'église Sainte Marie de Merton, qui se situe dans le parc de Merton.

### Époque contemporaine
En 1881, William Morris ouvre une usine à l'abbaye de Merton produisant des marchandises de qualité : tissus imprimés et tissés, vitraux, ameublement, tapisserie et tapis. Morris est célèbre en tant que fondateur du mouvement Arts and Crafts, qui ont rejeté la production en série de l'ère industrielle. Son commerce est perpétué par la compagnie jusqu'en 1940.
Les moulins d'abbaye sont également la base au travail d'Arthur Liberty, éminente personnalité victorienne qui fonde les célèbres magasins Liberty. La production du tissu liberty se compte en milliers de yards imprimés à la main, et qui ont mené à la réputation de ce nom.
La haute société Londonienne commence à peupler Merton peu après l'arrivée du chemin de fer dans la ville. Dès 1876 ouvrent des magasins tels qu'Elys, pour plaire aux goûts des nouveaux résidents suburbains. En 1868, le All England Croquet Club est fondé à Worple Road. En 1877, le club adopte le nom, désormais mondialement célèbre, d'All England Lawn Tennis and Croquet Club, avant de déménager à Church Road. Merton s'étend, tandis que Londres devient la plus grande ville au monde.
Les trams sont inaugurés à Mitcham et à Wimbledon en 1906 et en 1907 respectivement. Les autobus prennent leurs premiers passagers à Raynes Park et les dépose à Liverpool Street en 1914. Dès 1926, le métro londonien atteint Colliers Wood, South Wimbledon et Morden. Ces améliorations des transports transforment la petite communauté d'exploitation agricole de Morden en banlieue résidentielle en trente ans. Sa population passe de 1 000-1900 habitants environ à un nombre d'habitants estimé à 12 618.
La Seconde Guerre mondiale endommage considérablement Merton. La forte demande en logements qui a lieu durant la période d'après-guerre mène à la construction de nouveaux lotissements vers Phipps Bridge, à Pollards Hill et à High Street Wimbledon. La reconstruction est péniblement lente, et les pénuries de nourriture persistent jusqu'en 1956. La reconstruction est remarquable, et le couronnement d'Elizabeth II en 1953 marque le début d'une nouvelle ère.
L'affluence se stabilise vers 1965, quand la création de la nouvelle ville donne l'impulsion nécessaire à sa croissance. Cinq nouveaux centres-villes émergent pour former le Merton que nous connaissons aujourd'hui : Mitcham, Morden, Raynes Park et Wimbledon Colliers Wood. Ils sont avant tout des secteurs résidentiels, chacun avec leur propre publicité et leurs centres commerciaux. La population se divertit grâce aux théâtres, aux cinémas, aux courses de lévriers, aux équipes de football, ainsi que grâce au tournoi international de tennis, et au cricket, qui se joue sur le terrain de cricket le plus ancien du monde, à Mitcham.

## Merton aujourd'hui
Le recensement de 2001 a montré que 25 % de la population appartenait à des minorités ethniques. Ces minorités se trouvent surtout dans l'est de la ville. Il est probable que leur proportion ait augmenté depuis lors.
Selon l'évaluation comparative du conseil des quartiers faite en 2004, c'était dans le sud et dans l'est que les taux de chômage, le niveau éducatif et la qualité de la santé étaient les plus mauvais. Les zones les plus riches étaient dans le nord et à l'ouest. C'est là qu'il y a aussi le plus haut taux de délinquance dans Londres.